# Fornos de Cal
Fornos de Cal é um conjunto de 5 antigos fornos de cal localizados em Paço de Arcos, no município de Oeiras, distrito de Lisboa, em Portugal.
A referência mais antiga que se conhece dos fornos da cal de Paço de Arcos data de 1582. Dois séculos mais tarde, voltamos a encontrar indicações a estes fornos, em cartografia antiga e num quadro de contribuintes da Décima de Paço de Arcos. Não se sabe quando deixaram de funcionar, todavia a sua exploração constituiu durante séculos uma actividade económica importante na zona. Fazem parte do conjunto de cinco fornos que se alinham de um dos lados da rua. São construções robustas de planta circular, em pedra.
Os 5 Fornos de Cal estão classificados como Imóvel de Interesse Público desde 2002.